# Edward Ancourt

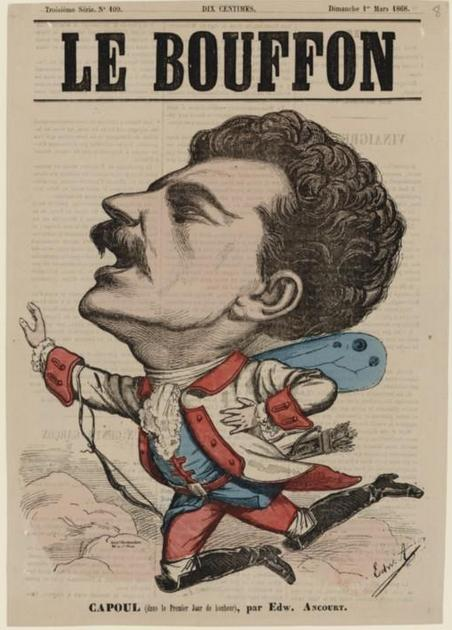
Illustratie van Ancourt op de voorpagina van Le Bouffon, 1 maart 1868

Edward Ancourt (1841) was een Franse illustrator en drukker. Hij is vooral bekend door zijn bladmuziekomslagen die hij ontwierp voor Franse muziekuitgeverijen. Hij was ook boekbandontwerper en illustrator voor de reeks Voyages et Aventures, uitgegeven tussen 1933 en 1941. 
Het affiche Les Mysteres de la Franc-Maçonnerie was gedrukt door Edward Ancourt & Co., een  Parijse firma die ook bekend was door het drukken van de affiches van beroemde Franse kunstenaar Henri de Toulouse-Lautrec. 